# Vaux-devant-Damloup
Vaux-devant-Damloup era una comuna francesa que estaba situada en el departamento de Mosa, de la región de Gran Este que el 1 de enero de 2019 pasó a formar parte de la comuna nueva de Douaumont-Vaux como comuna delegada.

## Historia
Fue uno de los pueblos franceses destruidos durante la Primera Guerra Mundial, aunque fue reconstruido más tarde.

## Demografía
| Gráfica de evolución demográfica de Vaux-devant-Damloup entre 1800 y 2016 |
|                                                                           |

Los datos demográficos contemplados en este gráfico de la comuna de Vaux-devant-Damloup se han cogido de 1800 a 1999 de la página francesa EHESS/Cassini, y los demás datos de la página del INSEE.

## Patrimonio
Fort Vaux se encuentra en el territorio de la comuna. 